# 新撰字鏡
《新撰字镜》（日语：／）或《新選字鏡》是日本平安时代的一部字書、漢和辭典。
《新撰字镜》是第一部收录和制汉字的日本字书。

## 概要
《新撰字镜》由平安時代昌泰年間（898-901年）的僧侶昌住編纂，被認為是現存的最早的漢和辭典（一說最早的漢和辭典當為1903年的《大漢和字典》，《新撰字镜》只能算「字書」）。序中解释编篡动机是玄应《一切经音义》查找汉字不方便。
892年（寬平4年）完成3卷本，原本及寫本均已失傳。在此3卷本的基礎上增補，昌泰年間完成了12卷本，寫本現存。12卷本收錄了約21,300字。每个字都给出字头、读音（直音或反切）、释义，此外亦流傳有僅摘錄附和訓的漢字的抄錄本。共注有3,700多例日语词汇，并引《日本灵异记》（822）等早期文献。
這部書曾一度被人遺忘，直到18世紀後期被再次發現，並於1803年重新刊印（享和本），不過這只是抄錄本。後來又發現了更接近原本的天治元年（1124年）寫本。因收錄有不少古代的和語，在日語歷史的研究上有重要地位。。

## 構成
漢字歸類於160部首，部首列於卷頭。部首內的漢字排列並不規則，擁有同部首的熟語，二字作為同一條目。讀音以反切表示，字義以同義的漢字說明，部分字附註有以萬葉假名表記的和訓。天治本中收錄有和訓的漢字數量在3000個以上。
《新撰字镜》的部首数量较之前字书少了很多，且顺序按语义排列。与之相比，较早的《篆隶万象名义》有534个部首，《说文解字》有540个部首。

## 影印本
- - 京都大学文学部国語学国文学研究室編、臨川書店

## 外部連結
- 雕龍中日古籍全文資料庫 （页面存档备份，存于）